# TV4-nyheterna Sundsvall
TV4-nyheterna Sundsvall var ett lokalt nyhetsprogram som sände nyheter över Västernorrland i TV4 och Sjuan. TV4-nyheterna Sundsvall sände nyheter varje vardagmorgon, och kvällssändningar måndag till fredag. 2 mars 2009 bytte programmet namn från TV4-nyheterna Mitt till TV4-nyheterna Sundsvall. Nyhetsprogrammet sände sista avsnittet den 13 juni 2014, därefter har TV4 istället infört lokalreportrar i rikssändningarna. Programmet sändes från  Umeå och hade en lokalredaktion i Sundsvall. 